# Fimbristylis tristachya
Fimbristylis tristachya är en halvgräsart som beskrevs av Robert Brown. Fimbristylis tristachya ingår i släktet Fimbristylis och familjen halvgräs.

## Underarter
Arten delas in i följande underarter:
- F. t. pacifica
- F. t. subbispicata
- F. t. tristachya